# Transmissió d'embragatge doble
|  | No s'ha de confondre amb Doble embragatge. |

Esquema d'un DCT (mitjançant dos embragatges idèntics situats a l'eix del volant d'inèrcia)

La transmissió d'embragatge doble (DCT) (de vegades anomenada transmissió d'embragatge dual) és un tipus de transmissió de múltiples marxes, que utilitza dos embragatges separats amb engranatges senars i parells. El disseny és similar a dues transmissions manuals separades amb els seus embragatges respectius continguts en una carcassa i que funcionen com una sola unitat. En aplicacions de cotxes i camions, el DCT funciona com una transmissió automàtica, que no requereix cap acció del conductor per canviar de marxa.

## Història
El primer DCT a entrar en producció va ser la transmissió automàtica Easidrive muntada al cotxe de mida mitjana Hillman Minx de 1961. Després van seguir diversos tractors de l'Europa de l'Est durant la dècada de 1970 (mitjançant l'operació manual amb un sol pedal d'embragatge), i després el cotxe de carreres Porsche 962 C el 1985. El primer DCT de l'era moderna es va utilitzar al Volkswagen Golf R32 de 2003. Des de finals de la dècada de 2000, els DCT s’han generalitzat i han suplantat les transmissions automàtiques hidràuliques en diversos models de cotxes.

## Disseny

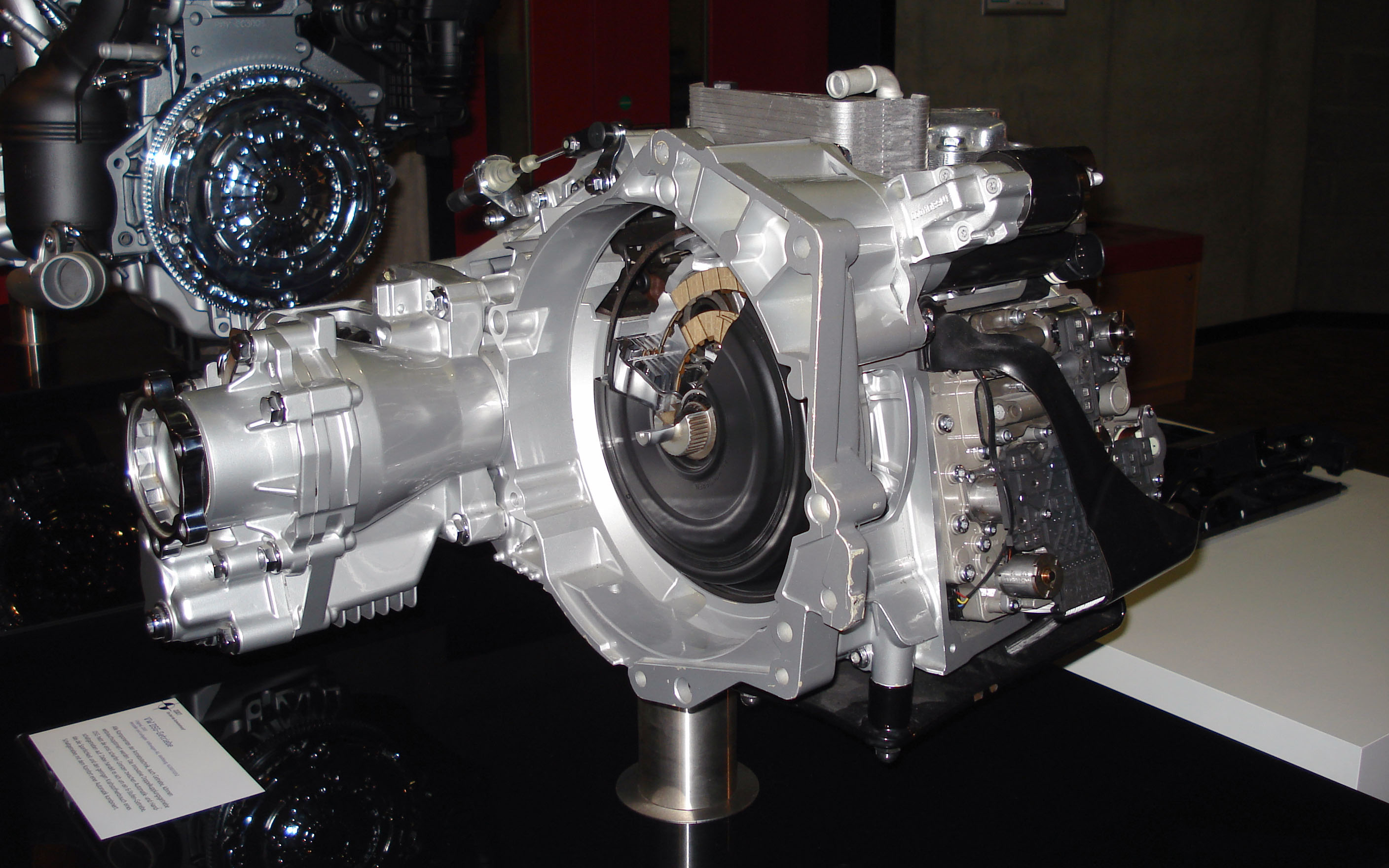
DCT basat en un disseny d’embragatge concèntric (dins de la coberta rodona de color negre, que es mostra al centre de la imatge)

El principi fonamental d’un DCT és que un embragatge condueix un conjunt d’engranatges per als pinyons parells, mentre que l’altre embragatge condueix els engranatges senars. Com que el DCT pot preseleccionar una marxa imparella mentre el vehicle s’està impulsant en una marxa parella (o viceversa), els DCT poden canviar molt més depresa del que és possible amb una transmissió manual. En sincronitzar el funcionament d’un embragatge per enganxar-lo en el moment precís en què l’altre es desenganxa, un DCT pot canviar de marxa sense interrompre el parell de força aplicat a les rodes..
Un DCT fa servir paquets d’embragatge (com una transmissió manual), en lloc del convertidor de parell que fan servir les transmissions automàtiques (hidràuliques) tradicionals. Els embragatges DCT poden "mullats" o "secs" i són similars als embragatges utilitzats en la majoria de les motocicletes. Els embragatges mullats es banyen amb oli per proporcionar refrigeració a la superfície de l'embragatge, per tant, els embragatges mullats s'utilitzen sovint en aplicacions amb càrregues de parell més elevades, com ara el 1,250 N·m (922 lbf·ft) al Bugatti Veyron.
Es poden fer diversos arranjaments per als dos embragatges i es detallen a continuació:
- La majoria de DCT d’automoció utilitzen dos paquets d’embragatges concèntrics situats al mateix eix que el volant d'inèrcia.[9] Per tant, el paquet d'embragatge exterior té un diàmetre més gran que el paquet d'embragatge interior.
- Molts DCT per a tractors (com el Fortschritt ZT 320) utilitzen una disposició similar en què els embragatges es troben al mateix eix del volant. La diferència és que els embragatges es troben en diferents posicions d’aquest eix (és a dir, un davant de l’altre) i tenen la mateixa mida que els uns dels altres.[10] Aquest disseny l’utilitza el Tremec TR-9070 DCT utilitzat pel Ford Mustang Shelby GT500 del 2020.[11]
- Un altre disseny alternatiu (usat per la transmissió Volkswagen DQ200[5][12] disposa dos embragatges de mida idèntica situats un al costat de l'altre. Aquest disseny requereix dos eixos d’entrada laterals que s’accionen des del cigonyal mitjançant engranatges.

## Història
- M: Motor
- A: Eix motor i eix principal
- B: embragatge dual
- C: eix accionat
- D: Eix foradat, pinyons parells
- E: Eix foradat, pinyons senars
- F: Sortida

Esquema d'un tipus de caixa de canvis d'embragatge dual dual:

El concepte de transmissió d'embragatge dual va ser inventat per l'enginyer francès Adolphe Kégresse el 1939. La transmissió estava pensada per ser utilitzada a Citroën Traction Avant, però Kégresse es va quedar sense diners abans que es pogués desenvolupar un model de treball.
Un dels primers DCT "fabricat" va ser la unitat Easidrive desenvolupada a finals dels anys cinquanta per Smiths Industries and Rootes del Regne Unit. Aquest DCT, introduït al Hillman Minx de 1961 (Sèrie IIIC), feia servir dos embragatges electromagnètics, juntament amb electrònica analògica i una sèrie de solenoides per implementar els canvis de marxa. L’ Easidrive es va oferir com a opció als models Hillman i Singer, però no era un dispositiu fiable i molts van ser substituïts per transmissions manuals convencionals.
Porsche va començar el desenvolupament de DCTs per a vehicles de carreres a finals de la dècada de 1970, causa de la possibilitat que un DCT evités una caiguda de l'alça durant els canvis de marxa d'un motor turboalimentat. Com que l'electrònica necessària per controlar la transmissió es va fer prou compacta com per ser pràctica, la transmissió Porsche Doppelkupplungsgetriebe ("caixa de canvis d'embragatge dual dual") (PDK) es va instal·lar com a prototip en un cotxe de carreres Porsche 956 Le Mans el 1983. El primer ús d’un PDK a la competició va ser el cotxe de carreres Porsche 962 C Le Mans de 1985, que va guanyar el Campionat Mundial Sportscar el 1986. La transmissió PDK també es va utilitzar al cotxe de ral·li Audi Sport Quattro S1 Group B de 1985.
El primer turisme de producció massiva que va utilitzar un DCT va ser el Volkswagen Golf R32 de 2003.

## Models

### Caixes de canvis DSG o S-tronic
Palanca de control d’una transmissió automàtica DSG (Volkswagen).
La caixa DSG (de l'anglès " Direct-Shift Gearbox " és el distintiu que es dona a una caixa de canvis d'embragatge doble controlada electrònicament per Volkswagen.
La denominació " S-trònic ", Utilitzat per Audi  designa el mateix tipus de caixa de canvis.
Aquesta caixa de canvis s’inspira en la caixa de canvis d'embragatge doble PDK de Porsche, que Porsche i Audi van utilitzar a la competició durant la dècada dels vuitanta.
L'objectiu d'aquesta tècnica és combinar els avantatges de les caixes de canvis manuals: una millor eficiència, menors costos de fabricació i el plaer de conduir esportivament, amb les de les caixes de canvi automàtiques amb convertidor de parell, la comoditat de l'usuari, el desplaçament suau i sense trencar la tracció (anomenat "ruptura de càrrega"). El cost i el pes d’aquest tipus de caixes de canvis, però, són similars al d’una caixa de canvis automàtica tradicional.
Per a això, el DSG es basa en el principi de les dobles urpes, la realització del qual requeria sis anys de cooperació entre Volkswagen i BorgWarner. En el cas general d'una transmissió d'embragatge doble DCT, parlem de « Transmissió d'embragatge doble "
S'han dissenyat diferents variants per al grup Volkswagen:
- el 2003 : sis marxes al bany d'oli per a motors transversals mitjans (~ 350 ) [codi intern DQ250];
- el 2008 : set engranatges secs per a motors transversals petits (~ 250 ) [codi intern DQ200];
- el 2008 : set marxes de banys d'oli (dos circuits) per a motors longitudinals Audi grans (~ 600 ) [codi intern DL501];
- el 2010 : set marxes al bany d'oli per a motors transversals grans (~ 600 ) [codi intern DQ500].
- el 2014 : deu marxes al bany d'oli per a motors transversals grans (~ 550 ) [codi intern DQ511].
- el 2014 : set marxes en bany d'oli per a motors transversals mitjans (~ 380 ) [codi intern DQ380].
- el 2014 : set marxes en bany d'oli per a motors transversals mitjans (~ 430 ) [codi intern DQ381].
- el 2015 : set marxes al bany d'oli per a motors longitudinals (~ 400 ) [codi intern DL382].

- el 2015 : set marxes en bany d’oli per a motors de la segona generació d'Audi R8 i Lamborghini Huracán. [codi intern DL800].

#### Principi

##### Funcionament
Il·lustració esquemàtica d'una caixa amb doble embragatge.
La caixa de canvis DSG consisteix en realitat en dues mitges caixes tradicionals col·locades en paral·lel. La seva estructura és similar a una caixa de canvis manual. La primera mitja caixa consta d’engranatges senars (1-3-5) i marxa enrere, mentre que la segona utilitza engranatges parells (2-4-6). Per tant, el DSG requereix dos embragatges específics - en bany d’oli  - als quals es transmet el parell .
L’originalitat d’aquesta caixa en comparació amb una caixa tradicional rau en la transmissió ininterrompuda del parell, evitant així sacsejades de la caixa. De fet, quan s’enganxa un engranatge "parell", es selecciona prèviament l'engranatge "senar" següent, és a dir, que els pinyons estan pre-engranats. Així, durant el següent canvi, l'engranatge ja està enganxat, de manera que el lapse de temps entre el canvi d'una marxa a una altra es deu pràcticament només a l'obertura i al tancament d'un dels dos embragatges. Segons Volkswagen, el temps de resposta és de l'ordre de vuit mil·lisegons .

#### Disseny

##### Mòdul de mecatrònica
El mòdul de mecatrònica, format per l'ordinador electrònic i una unitat de control electrohidràulica (tipus " laberint "), Gestiona el quadre : flux d'oli de refrigeració, vàlvules de modulació de pressió, etc.. Dotze sensors i diversos ordinadors auxiliars envien senyals a aquesta unitat de control central. Aquesta última adapta les posicions dels embragatges, les dels posicionadors hidràulics quan s’enganxa un engranatge, així com la pressió principal. El mòdul s’instal·la directament a la caixa, de manera que la interfície amb el vehicle es realitza mitjançant una sol connector de molts pins .

##### Embragatge dual
Secció transversal d’una caixa DSG exposada al Deutsches Technikmuseum Berlin. Els dos discos d'embragatge són visibles.
El parell es transmet inicialment a un volant de doble sortida, passant per un eix estriat fins a la boixa d’entrada de l'embragatge. A partir d’aquí, un disc de transmissió permet el pas del parell motor a la carcassa de l'embragatge, concretament al disc de suport per a les làmines externes del primer o del segon embragatge, i al hub principal. Aquest últim es guia a l'eix d’entrada mitjançant dues gàbies d’agulla .
Els pistons d'activació de l'embragatge es compensen hidràulicament actuant contra les molles de retorn. Per tant, l’oli a pressió es transporta a la cambra d’embragatge mitjançant canals axials a través d’un separador giratori. Aquest subministrament de petroli és certament continu, però es pot controlar. Un sensor de temperatura instal·lat a la cambra permet seguir l'evolució de la temperatura de l'oli tallat i controlar el flux d'oli .
Tenint en compte el cabal d’oli de 20 i la gran capacitat d’emmagatzematge de calor de la caixa de canvis DSG, els pics de potència dissipats per fricció poden arribar fins als 70. El parell de 350 es transmet amb una pressió nominal de 10.
La caixa DSG és una caixa de canvis automàtica. L’ús d’aquesta caixa de canvis correspon a l’ús d'altres caixes de canvis totalment automàtiques. L'única acció del conductor és manipular la palanca de canvis quan arrenca, retrocedeix, estaciona o en situacions particulars, com ara canviar una marxa massa alta en pendents massa fortes.
Si el conductor desitja una opció de marxa manual, pot activar-la amb un canvi de marxa al volant o accionant la palanca de canvis (endavant o enrere) en una segona passada. Tanmateix, en mode manual (o seqüencial), el comportament del conductor es controla mitjançant l'electrònica que pot, si cal, desplaçar-se cap avall (per no aturar-se) o pujar un engranatge (per no estar superat), si el conductor no té velocitat. 'atenció, que constitueix una seguretat per a la mecànica.

### Porsche DoppelKupplung (PDK)
El Porsche DoppelKupplung (PDK) és una caixa de canvis robotitzada d'embragatge doble (inspirada en les caixes de canvis DSG) i set marxes. Es pot utilitzar en mode manual o automàtic, el canvi de marxa és ultra ràpid i sense trencar el parell per obtenir una millor acceleració i reduir el consum de combustible. La posada en escena dels sis primers informes és esportiva, el setè només millora el consum a velocitat constant (overdrive).
La caixa PDK data en principi de mitjans dels anys vuitanta. Porsche va desenvolupar inicialment aquesta caixa de canvis per a la competició. Cotxes com el Porsche 962 o l’ Audi Quattro Sport E2 (al RAC de 1985 en particular) van equipar aquesta caixa de canvis que presentava sis velocitats i embragatges secs.
Palanca d'una transmissió automàtica PDK en un Porsche 911 Turbo S

### Transmissió automàtica Renault (EDC)
Acrònim " EDC  doble embragatge de sis o set velocitats [1]. Es pot utilitzar tant en mode automàtic com en mode seqüencial. En ambdós casos, els canvis de marxa són ràpids i sense trencar el parell, afavorint el rendiment o l'economia respecte a un canvi manual.
L'EDC va fer la seva aparició a Renault per primera vegada el 2010 al Mégane III. El 2013, estava disponible a Clio, Mégane, Scenic i Captur. El 2015 es va oferir la caixa de canvis EDC al Twingo III, al Kadjar i a l’ Espace V (set marxes del TCe 200). El 2016 s’ofereix al Megane IV i al Talisman (set informes sobre el TCe 200/205), així com al Duster.
Palanca de caixa de canvis automàtica EDC d’un Renault Mégane

## Fabricants
BorgWarner
BorgWarner va produir el primer DCT de producció massiva, tal com s'utilitza en el model R32 introduït a la gamma Volkswagen Golf el 2003. L'empresa ha produït molts dels DCTs utilitzats pel Grup Volkswagen (comercialitzats com a DSG per a vehicles amb marca Volkswagen) i ha produït diversos components per al cotxe esportiu Nissan GT-R del 2007, una aplicació primerenca per a DCT càrregues de parell. L'empresa subministra a diversos fabricants d’automòbils unitats de transmissió completes, embragatges humits i / o mòduls de control mecatrònic.
Getrag
Getrag va començar la producció de DCT el 2008 i ha subministrat a fabricants com BMW, Dacia, Dodge, Ferrari, Mercedes-Benz, Ford, Mitsubishi, Renault, Smart i Volvo. El Getrag 7DCL750 és un DCT de 7 velocitats dissenyat per a motors d’altes prestacions i un parell nominal de 750 N·m (553 lbf·ft). S'utilitza en cotxes esportius de motor mitjà com el Ferrari 458 del 2009, el Mercedes-AMG GT del 2014 i el Ford GT del 2017.
LuK
Els grups LuK DCT han estat utilitzats pel Grup Volkswagen des del 2008, en diversos cotxes més petits amb parelles de sortida relativament baixes.
Ricardo
Ricardo va dissenyar i construir DCT de 7 velocitats utilitzat pel Bugatti Veyron 2005-2015, que té un motor turboalimentat de 16 cilindres que produeix 1,250 N·m (922 lbf·ft) de parell.
ZF Friedrichshafen
ZF Friedrichshafen produeix el DCT de 7 velocitats utilitzat per Porsche.

## Ús en vehicles
Després de la introducció del 2003 del DCT al Volkswagen Golf R32, es va utilitzar un DCT de 6 velocitats (codi model DQ250) amb dos embragatges mullats disposats de forma concèntrica. Durant els propers anys, aquest DCT va estar disponible en diversos models de Volkswagen i Audi. El 2008, el grup Volkswagen va iniciar la producció del DQ200, un DCT de 7 velocitats amb dos embragatges secs disposats un al costat de l’altre (en lloc de concentrats). Volkswagen reclama millores en el consum de combustible del 6% en comparació amb un manual de 6 velocitats i del 20% en comparació amb una transmissió automàtica (hidràulica) tradicional. Les transmissions DCT s’han utilitzat en vehicles venuts per Volkswagen, Audi, SEAT, Skoda i Bugatti, comercialitzats principalment amb el terme Direct-Shift Gearbox (excepte Audi, que també ha utilitzat el terme S-Tronic).
L’ús en cotxes d’altes prestacions va començar el 2005 amb el DCT de 7 velocitats utilitzat al Bugatti Veyron. Altres primeres aplicacions d'alt rendiment inclouen el Nissan GT-R del 2007, el Ferrari de Califòrnia del 2008, el Mitsubishi Lancer Evolution X del 2008 i el Porsche 911 del 2009 (997).
L’ Honda VFR1200F de 2009 és la primera motocicleta que utilitza un DCT. Des d’aleshores, Honda ha ampliat l’aplicació del DCT al model Gold Wing (model 2018), Africa Twin, Rebel 1100 i NC750X (model 2020).
El 2010, la transmissió Duonic de 6 velocitats Mitsubishi Fuso es va convertir en el primer DCT que s’utilitzava en un camió.
L' Acura ILX de 2012 utilitza un convertidor de parell (un dispositiu que s'utilitza normalment en transmissions automàtiques hidràuliques) emparellat amb el seu DCT de 8 velocitats. L’objectiu del convertidor de parell és millorar la suavitat de la conducció a baixa velocitat, mitjançant l'eliminació de sacsejades i estremiments que de vegades es troben en els DCT a baixa velocitat.
Molts cotxes xinesos com MG HS, Geely Binyue i altres utilitzen aquest model de transmissió.

## Ús en tractors
Diversos tractors dels anys setanta dels països de l’Europa de l’Est (com els derivats Kirovets K-700) utilitzaven DCT de funcionament manual. Per exemple, el Fortschritt ZT 300 té una funció Unterlastschaltstufe ("desplaçament sota càrrega"), que el conductor ha de seleccionar prèviament i després activar-lo prement l'embragatge fins a la meitat. Això engrana el segon embragatge, que aplica un engranatge reductor a les rodes impulsades sense interrupcions en la transmissió de parell a les rodes.

## Trens automotors
En alguns trens automotors s’ha utilitzat un tipus diferent de transmissió d'embragatge doble. Els dos embragatges es col·loquen un a l'eix d’entrada de la caixa de canvis i l’altre a l'eix de sortida de la caixa de canvis. Per fer un canvi de marxa, tots dos embragatges es desenganxen simultàniament i s’activa un fre a l’interior de la caixa de canvis. El canvi d’engranatges es produeix amb tots els engranatges estacionaris, de manera que no cal cap mecanisme de sincronització. Després del canvi de marxa, tots dos embragatges es tornen a enganxar. Hi ha un trencament important en la transmissió de potència, de manera que aquest sistema no és adequat per a certs tipus locomotores.